# Chazelles-sur-Lyon
Chazelles-sur-Lyon är en kommun i departementet Loire i regionen Auvergne-Rhône-Alpes i centrala Frankrike. Kommunen ligger i kantonen Chazelles-sur-Lyon som tillhör arrondissementet Montbrison. År 2022 hade Chazelles-sur-Lyon 5 507 invånare.

## Befolkningsutveckling
Antalet invånare i kommunen Chazelles-sur-Lyon
| Referens: INSEE |